# Punta de la Socarrada
La Punta de la Socarrada és una muntanya de 398 metres que es troba al municipi de Maials, a la comarca catalana del Segrià.